# Engelbert II. (Görz)

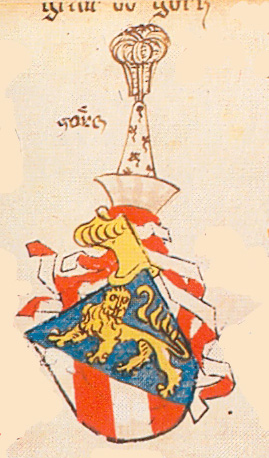
Wappen der Grafen von Görz, im Ingeram-Codex, 1459

Graf Engelbert II. von Görz († 13. / 16. Januar ca. 1189) entstammte dem Haus der Meinhardiner.

## Biografie
Seine Eltern waren Graf Meinhard I. von Görz und Elisabeth (Ellisa) von Schwarzenburg, Tochter von Graf Botho von Schwarzenburg (Bayern) und dessen Frau Petrissa. Engelbert wird im Mai 1132 erstmals als Graf von Eberstein (Kärnten) erwähnt. Ca. 1137 erschien er als Vogt der Benediktinerabtei Millstatt. Er war Vogt der Kirche von Aquileia und nach einer Urkunde von ca. 1146–1161 auch Vogt des dortigen Benediktinerinnenklosters S. Maria. Seine Ehefrau war Adelheid von (Dachau)-Valley, Tochter von Graf Otto I. von Dachau-Valley, einer Seitenlinie der Grafen von Scheyern-Wittelsbach. Adelheid wird um 1157 und ca. Anfang 1177 urkundlich erwähnt, die Zugehörigkeit zum Hause Valley ist nur durch Chroniken überliefert. Das Ehepaar hatte zwei Söhne, Meinhard II. und Engelbert III. von Görz. Nach dem Tod seines Vaters Meinhard I. ca. 1142 regierte er zusammen mit seinem Bruder Graf Heinrich I. von Görz, wobei dieser mehr im Süden des Herrschaftsbereichs tätig war. Nach Heinrichs Tod (Okt. 1148/49) führte er die Herrschaft alleine weiter. Dabei missbrauchte er offensichtlich grob sein Vogtamt gegenüber der Kirche von Aquileia unter Patriarch Pilgrim. Es wird von Raubzügen und Verwüstungen im Bereich des Patriarchats berichtet. Bei einem vom Patriarchen angesetzten Rechtstag zu diesen Übergriffen wurde er von Engelbert überfallen und festgesetzt. Angesichts solcher Dreistigkeit griffen nun umliegende Edle und Grafen ein und wiesen den Görzer in die Schranken. Im Vertrag von Ramuscello vom 21. April 1150 musste Engelbert umfangreichen Schadenersatz ans Patriarchat leisten, weitere Hinterlassenschaften für den Fall des Todes ohne Erben zugestehen und dem Patriarchen den Treueid schwören. Sicher lebend erscheint Graf Engelbert II. letztmals am 5. September 1186, evtl. noch zusammen mit seinem Sohn Meinhard II. 1188 in einer Urkunde des Patriarchen von Aquileia. Er starb ca. 1189, nach Einträgen in mehreren Totenbüchern ca. 13./16. Januar. Die beiden Söhne führten die Herrschaft nach seinem Tod weiter. Graf Engelbert II. von Görz wird irrtümlich manchmal als Pfalzgraf betitelt. So sind auch die Urkundenregesten zu Engelbert II. bei Wiesflecker mit (Pfalz-)Graf überschrieben. Dies ist auf eine nicht datierte Notiz im Traditionscodex der Abtei Michaelbeuren zurückzuführen, die auf eine nichteheliche Tochter von palatinus comes Engelbertus mit einer Konkubine hinweist und von Willibald Hauthaler im Salzburger Urkundenbuch auf ca. 1145 datiert wurde. Die Notiz beinhaltet allerdings zwei zeitlich erheblich auseinanderliegende Rechtshandlungen, und die uneheliche Tochter ist mit größter Wahrscheinlichkeit Pfalzgraf Engelbert I. zuzuweisen. Es wäre auch ungewöhnlich, wenn Graf Engelbert II. von Görz, der von 1132 bis ca. 1189 urkundet, isoliert in einer einzigen Quelle um 1145 plötzlich als Pfalzgraf erschiene.